# Egon Schiele

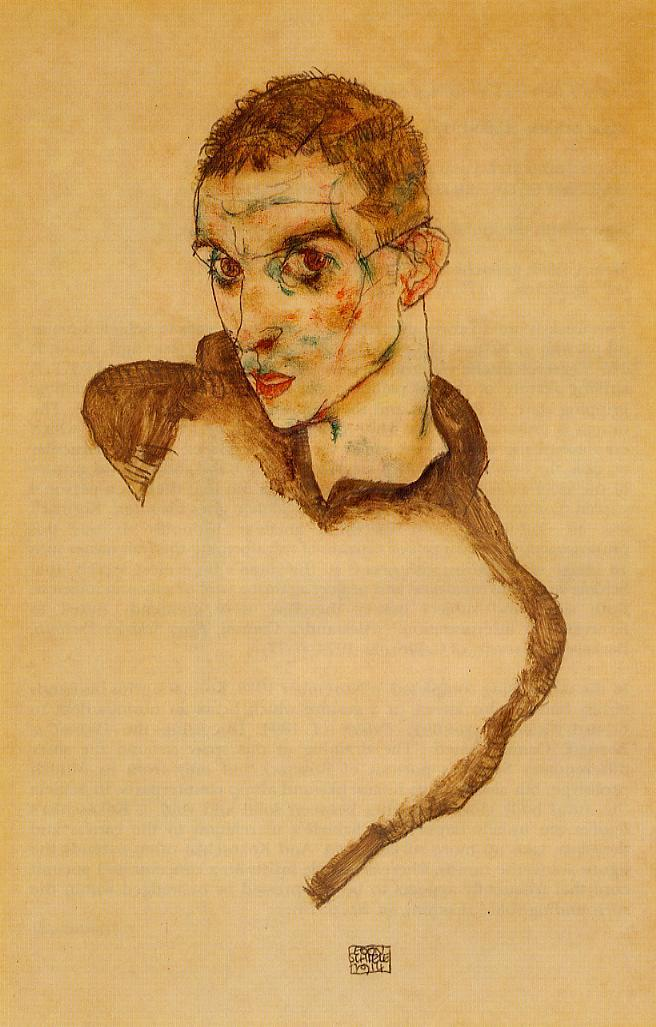
Önarckép (1914)

Egon Schiele (Tulln an der Donau, 1890. június 12. – Bécs, 1918. október 31.) osztrák festő.

## Élete
A XX. század kezdetének kiemelkedő figuratív alkotója. Hasonlóan, mint Klimtnél, az elmúlás mellett nála is a nemiség a fő téma, csak sokkal tragikusabban. Az emberi testet művészete központjába helyezi, azt az emberi testet, ami abszolút romlandó, rothadó hús, vert és sebzett.
1890-ben született az alsó-ausztriai Tullnban. A fiút minden jel szerint igen erős kapcsolat fűzte apjához, Adolph Schiele-hez. Schiele félénken és zárkózottan szívesebben foglalkozott magával, minthogy az emberek társaságát keresse. 1905-ben meghalt apja, mégpedig elborult elmével, előrehaladott paralízis következtében. Apja halála a legfontosabb érzelmi kapcsolattól fosztotta meg a fiút. Anyjához ugyanis soha nem fűzte szívélyes viszony. Az apai hatás intenzitása és az elvesztése ugyanakkor még évekkel később is megnyilvánult, hiszen apja nemegyszer megjelent Schielének, és beszélt hozzá. A halál a Schiele-családban nem volt ismeretlen, és Schiele maga vallotta, hogy a halálélmény erősen hatott művésszé válására. Így válhatott a halál munkásságának egyik központi témájává.
Apja halála után nagybátyja, Leopold Czihaczec gyámsága alá került. Nagybátyja csalódottan vette tudomásul Egon érdektelenségét az akadémiai tárgyak iránt, de ezzel egy időben felismerte a fiú festői zsenialitását. Az ő támogatásával jelentkezett 1906-ban a Kunstgewerbeschuleba, majd egy év múlva az Akademie der Bildenden Künste hallgatója lett (mindkettő Bécsben van). Az Akadémián bele kellett szoknia a nemzedékek óta ápolt, szigorú stúdiumba, mely elsősorban az antik művészet, a klasszikus beállításokban lévő modellek és a ruházat tanulmányozását foglalta magába. Ezek a tanulmányok személyes stílusán jóformán semmi nyomot nem hagytak. Gustav Klimt és a szecesszionisták lineáris síkstílusa sokkal nagyobb benyomást tett rá, amely néhány kisebb munkáján kifejezésre is jutott. 19 évesen már a nagyokkal állított ki (Paul Gauguin, Pierre Bonnard, Henri Matisse, Vincent van Gogh, Edvard Munch, Oskar Kokoschka).

## Művei

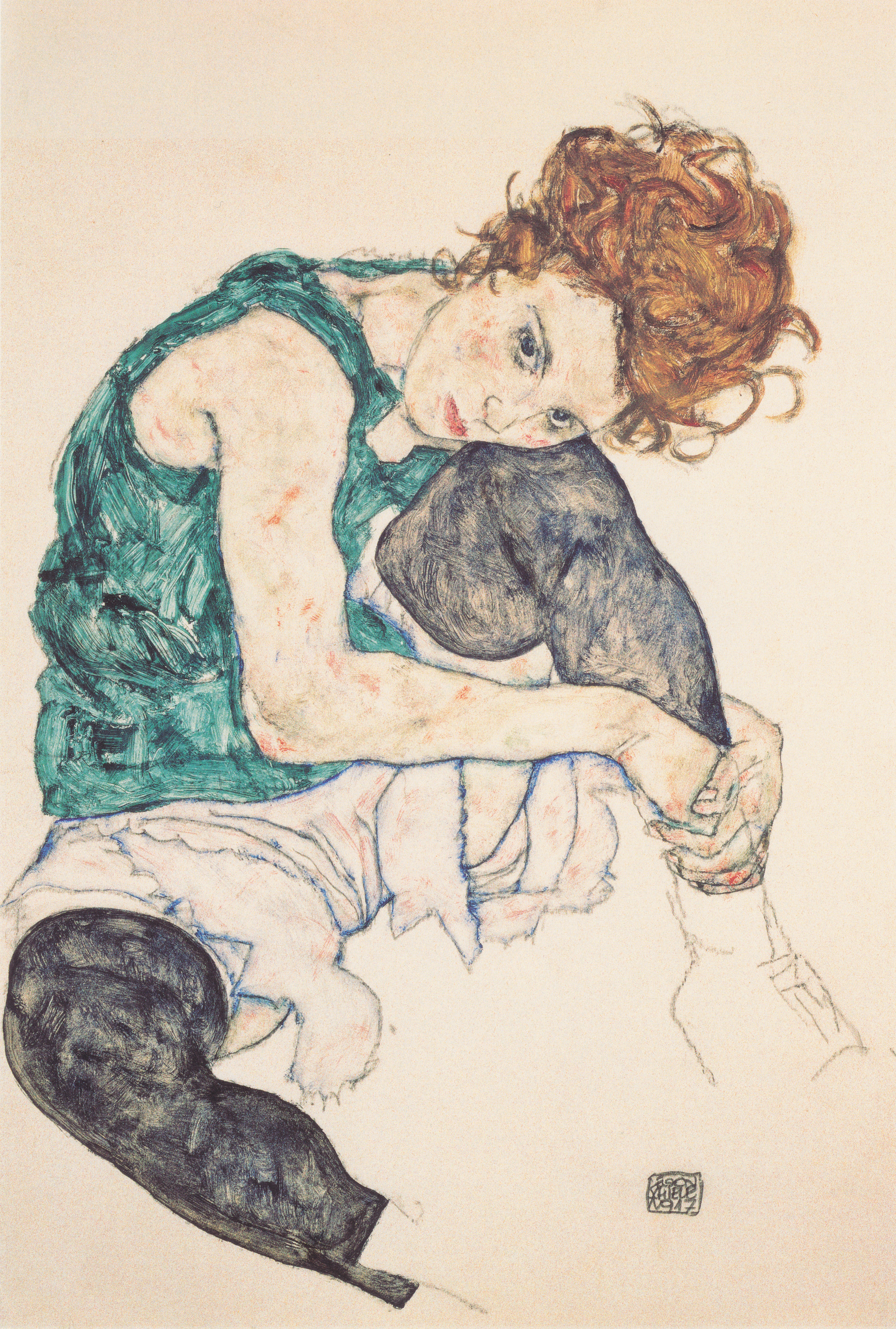
Ülő nő felhúzott bal lábbal (1917)

A vonal, mellyel Klimt a testeket megrajzolja, még világosan a tárgy definiálására szolgál, akkor is, ha szépsége és finomsága révén ritmikus dallamvonallá önállósul, és esztétizálja az alakokat. A schielei vonal viszont az értelmezés öntörvényű eszközévé válik, úgymond testetlen, és szögességével-szögletességével affektív, spirituális, illetve expresszív minőségeket foglal-rejt magában.
Schiele „elhivatottnak” nevezi a művészt és a következő hitvallást fogalmazza meg:
„Az új művész (Neukünstler) feltétlenül legyen önmaga, teremtő, s képes arra, hogy közvetlenül és kizárólag csak az alapot építse, mit sem használva fel abból, ami elmúlt, ami öröklött.”
Azzal, hogy Schiele végképp és lényegileg az önálló emberi alakra koncentrál, valóra váltja az „újművész” programját, hisz levetve mindenfajta allegorikus vagy mitológiai jelmezt á la Klimt, teremtővé lett.

### Korai képek
- Vitorlások a hullámzó vízen: (1907) Vincent van Gogh hatása fedezhető fel.
- Vízi szellemek I.: (1907) Gustav Klimt Vízi kígyók c. képének parafrázisa.
- Keresztre feszítés: (1907)
- Húga portréja: (1909) Gerti-t ábrázolja. Rejtett szexuális kapcsolatuk volt. A klimti ornamensek itt is nagyobb szerepet játszanak még.
- Álló lány kockás kendőben: (1910) Még Klimt hatása fedezhető fel.
- Hölgy fekete kalappal: Itt is dominálnak a dekoratív díszítő elemek.

### Aktok

Női akt 1910

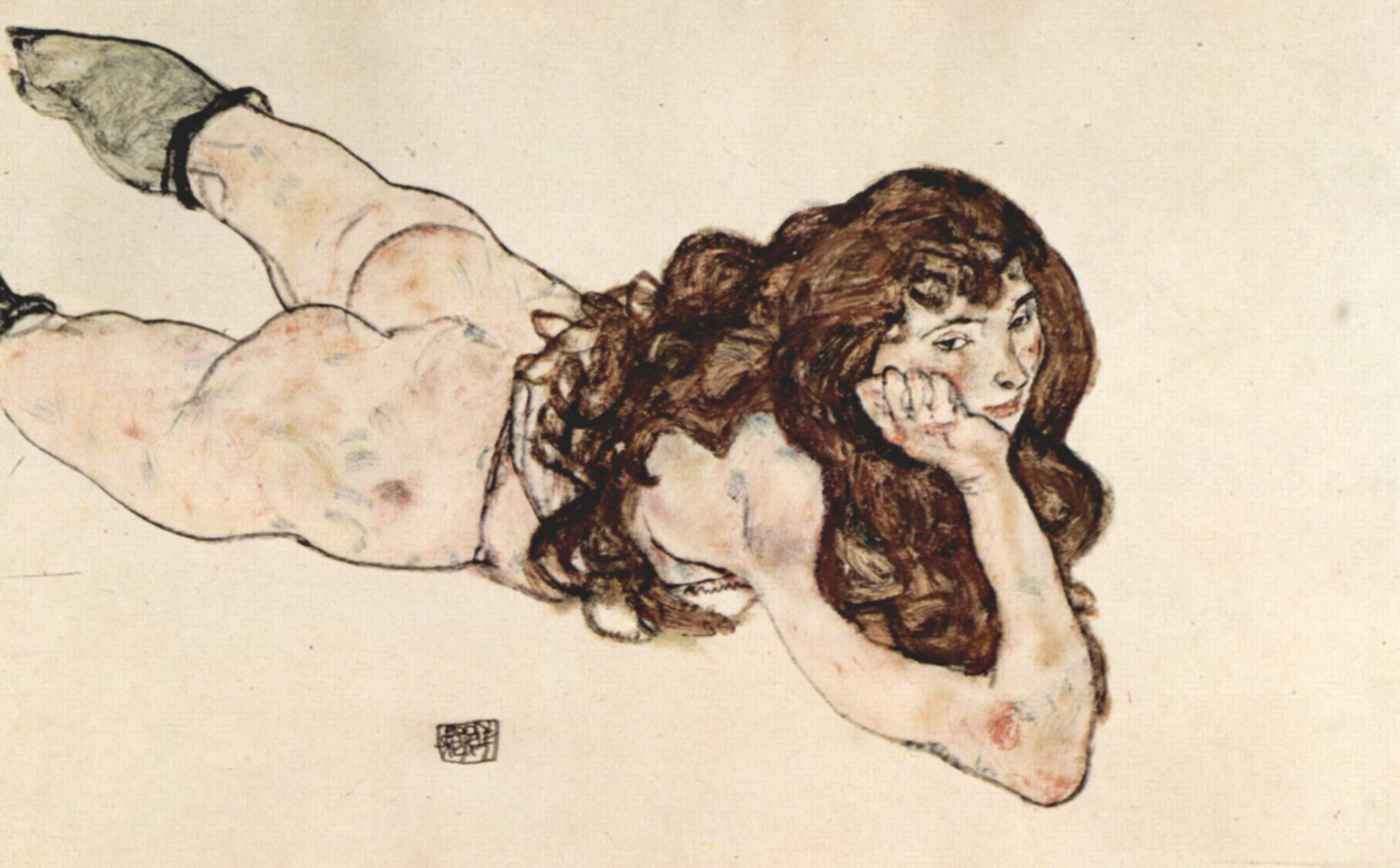
Fekvő női akt, 1917

1909-től Schiele ábrázolásmódja mindinkább elszakad Gustav Klimt tiszta vonalharmóniájától, s kialakul az a saját rajzstílus, melynek művészi erejét még a nagy példakép, Klimt is habozás nélkül elismerte. Schiele csak természet után rajzolt. Igazából kontúrrajzokat készített, melyeket a színnel tett plasztikusabbá. A színezés mindig modell nélkül történt, emlékezetből. Schiele szakít a közönséges nézői perspektívával, mely az alakok mindenkori pózát térbelileg indokolná. Az akadémikus látásmóddal ellentétben, radikálisan szubjektív módon, olyan látószögeket és nézeteket talál ki, melyek az alakokat kompozícióbeli helyzetük tekintetében kifacsartnak, görcsösnek és deformáltnak láttatják. Formailag közrejátszik ebben az a tény is, hogy Schiele alakjait rendszerint kimozdítja valamelyest a középpontból, és csak a legritkább esetben illeszti be őket a képbe frontálisan, teljes nézetből. Schiele aktábrázolásai olyan pózok benyomását keltik, amelyeket a művész tudatosan állított be, és alávet tekintetének. A szem itt nem „a kéj eszményi szerve”, mint Klimtnél, hanem sokkal inkább kényszerű pózok felelős tanúja, melyek a modellt radikálisan lecsupaszítják és mindenestül kiszolgáltatják.
A hivatásos modellek, akik a századforduló hierarchiájában a prostituáltakkal közel egy szinten helyezkedtek el nemigen engedhették meg maguknak a vonakodás és az önérzetesség fényűzését.
Schiele-t mindenekelőtt a mimikában és gesztusban megnyilvánuló kifejezés érdekelte. Expresszív alakjai pátoszt árulnak el, méghozzá a szó eredeti értelmében: olyan el-szenvedés a sajátjuk, amely nem kommunikatív képletekben nyilvánul meg, hanem konvulziókban (görcsös vonaglások) és erupciókban (heves indulatkitörések), fintorokban és grimaszokban. Igaz ugyan, hogy Schiele elfordul a bécsi szecesszió emberábrázolásának fásultságától és stiláris monotóniájától, ugyanakkor az ember őnála sem válik szabaddá, hanem tehetetlen bábuvá minősül át az indulatok kiszámíthatatlan erőjátékában.
- Összezárt lábú női akt:
- Női akt : (1910)
- A kárörvendő: (1910)
- Ülő lányakt: (1910)
- Ülő lány: (1911)
- Fekete lány: (1911)
- Zöld harisnyás női akt: (1912)
- Fekvő női akt széttárt lábakkal: (1914)
- Ülő lányakt: (1914)
- Ülő lő felhúzott bal lábbal: (1917)
- Hason fekvő női akt: (1917)
- Álló férfiakt ágyékkötővel: (1914)
- Ülő férfiakt: (1910)

### Kislány aktok
1910-1913 között készíti sokkoló képeit. Célja: megbotránkoztatni az embereket. Egy olyan társadalom, amelynek hivatalos morálképzetei éppoly prűdek, mint amilyen bigottak voltak, csakis megbotránkozással fogadhatta Schiele aktjait. Részben a teljes meztelenség miatt, melyet nem rejtjelezett semmilyen mitikus vagy történelmi kód, hanem kizárólag a csupasz test obszesszív megismerni akarását szolgálta, de talán még inkább a végletesen rendhagyó és meghökkentő ábrázolásmód miatt, mely a szemlélőt megfosztja a távolságtartás lehetőségétől. A vonal pszichikus szerepe még jobban előtérbe került.
Képein düh fedezhető fel, erre jó eszköznek tartja a pornográfiát. Ilyen témájú képei miatt el is ítélték, majd börtönbe zárták, de ezt ő nagyon élvezte. Újabb pózban tetszeleghetett, a börtönben rengeteg képet festett.
Aktábrázolásain csonkítások fedezhetőek fel. A gyermeki test öregasszonyosan jelenik meg. Képein kiemeli a mellbimbót és a szeméremajkakat. Figurái kisállat-szerűek és semmiféle érzelmet nem mutatnak.
- Fekete hajú álló lányakt: (1910)
- Lányakt keresztbe font karral: (1910)
- Leány torzó: Csontsovány lányt jelenít meg. Fétis-szerű harisnya, csizma.

### Önarcképek

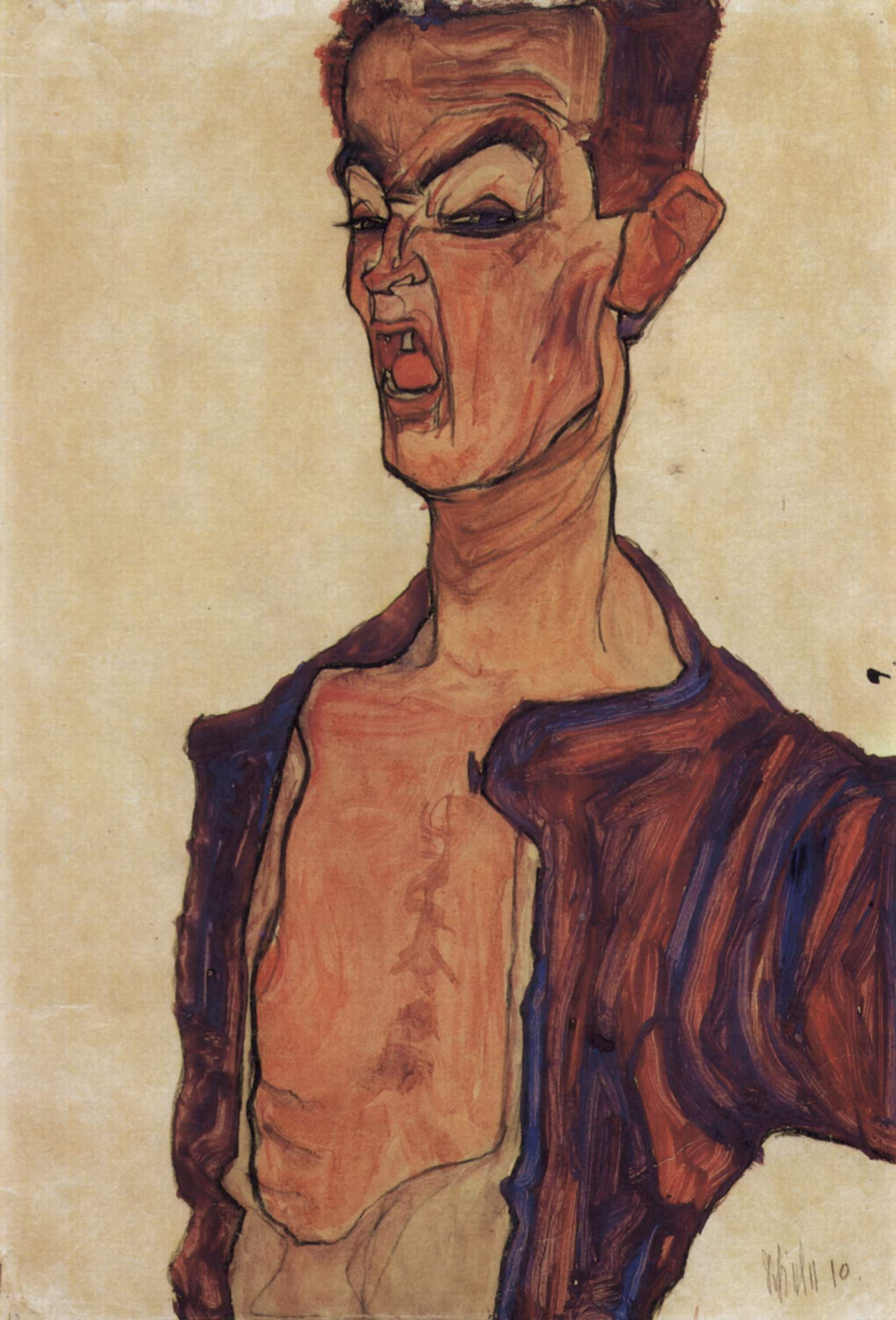
Egon Schiele, Önarckép

A legtöbb önarcképet ő készítette a művészettörténetben. Kereken 100 ilyen munkát ismerünk tőle. Ezek közül rengeteg az önakt. Önmagában egy szex-központú figurát jelenít meg. A testeket aura veszi körül. A festészet történetének egyik legvégletesebb önmegfigyeléséről van szó, ám túl ezen egyenesen nárcisztikus személyiséggel állunk szemben. Schiele képein, ami az önarckép figurális és figuratív lehetőségét illeti, végpontjához ér el az elidegenülési folyamat: a személyiség immár „dividuum”-ként, osztható valamiként éli meg magát. E portrék (kivéve a korai példákat) nem illenek már igazán az én-dokumentáció vagy az én-heroizálás kategóriájába. A végletes pózok, a keresettnél keresettebb taglejtések sokkalta inkább arra szolgálnak, hogy ízekre szedjék és cáfolják a személyiség egységét, feszültséget teremtsenek az én és a képen elidegenült egó között.
A „Klimt szakasz” után, vagyis 1910-től egyre több feszültséggel telnek meg az önarcképek. A tükör torz tükörré válik és a személyiség állandóan kitörni igyekszik szilárd határainak tömlöcéből. Szembeötlő jegyek ekkor: az alak aszketikus karcsúsága, virtuóz módon kifacsart testpózok, komor, bizarr mimika és torzonborz, szinte villanyosan égnek álló hajzat. 1910-től egyre inkább a meztelen test válik az önábrázolás központi témájává. Az önakt szinte programszerűen fordul szembe a test ornamentális eltakarásával, azaz Gustav Klimttel: a saját testi én kitagadása és elszigetelése kéz a kézben jár mindenfajta térutalás radikális elsorvasztásával. A monokróm síkszerűség megfosztja a testet támaszától és a mozdulatokat eruptív, ideges rángásokhoz teszi hasonlatossá.
Régen nem a test természetes jelenségének jellemzését szolgálja már a színezés sem. Az árnyalatok sokkoló harsánysága, a széles, élesen egymásnak szegezett ecsetfoltok a belülről kiáradó életenergia jelzésére hivatottak.
Némelyik önábrázolását a művész a szellemanyag festői realizációjának tekintette, így a fehér kontúrvonal auraként, asztrálfényként értendő, mely Rudolf Steiner vagy valamelyik másik népszerű teozófiai iskola eszméire enged következtetni. Schiele e gondolatokat ugyanolyan kritikátlanul vette át, mint Nietzsche gondolatait. Ám egyoldalúan értelmeznénk az önakt motívumát, ha a nárcizmus és exhibicionizmus aspektusát figyelmen kívül hagynánk, hisz a meztelen művész szexuális lényként mutatja be magát.
Az én-ábrázolás képes rá, hogy érintse az emberi létezés valamennyi tartományát, felöleli az életet és a halált, ez az a görbe tükör, amelyben összegyűlik a világról és az énről szerzett élményanyag. A művész önnön képmásában teremti meg saját világát.
- Önarckép csípőre tett kézzel: Szorongó egyéniséget látunk.
- Grimaszt vágó önarckép: (1900)
- Önarckép, akt: (1910)
- Önarckép arcra tett kézzel: (1910)
- Önarckép a mellkas előtt összetett kezekkel: (1910)
- Önarckép meztelen hassal: (1911)
- Önarckép széttárt ujjakkal: (1911) Olyan, mintha a képből el akarna húzódni. Csapdába esett állatként jelenik meg.
- Önarckép lampionvirággal: (1911) Őszi hangulatot áraszt. Schiele szeretett mindent, ami az elmúlással kapcsolatban van, úgy gondolta, hogy ő a halál jegyese.
- Kettős önarckép I.: (1915)
- Kettős önarckép II.: A teozófia rossz hatással volt rá. Csúnya halál-szerű maszkokként formálja meg önmagát. Hasonmása az, akivel az ember a halála előtt találkozik.
- A próféta, kettős önarckép: (1911)
- Maszturbáló önarckép: (1911) A szexuális erő szublimálása minden teremtő aktus alapja, mondja Freud. A kezek vagina formát öltenek. Az arc gyötrelemmel teli. Giles Delegne szerint a szex szenvedés.
- Erósz: (1911) Szintén maszturbálás közben mutatja magát, hatalmas vörös pénisszel.
- Szeretem az ellentétet: (1912) 1912-ben pornográf gyerekrajzai miatt 3 hétre börtönbe csukják. Ezen és több akvarelljén kiaszott, kopaszra nyírt áldozatként ábrázolja saját magát, akinek riadt és elgyötört arckifejezése a fogság és az elszigeteltség borzalmait tükrözi.
- Örömest tartok ki művészetemért és szeretteimért !: (1912) Képeihez a börtönben kis idézeteket ír, s prófétaian meghirdetett „igazságok” segítségével tart ki saját küldetéstudata mellett.
- Fogoly !: (1912)
- A művészt megbéklyózni bűn, aki ezt teszi csírázó életet gyilkol !: (1912)

További börtön képek:
- Nem megbüntetettnek, hanem megtisztultnak érzem magam !
- A művészet nem lehet modern, a művészet ős-örök: (1912)
- A narancs volt az egyetlen fény: (1912)
- A szabadba vezető ajtó: (1912)
- A szék és a kancsó szerves mozgása: (1912)
- Két zsebkendőm: (1912)
- Harcos: (1913)
- Önarckép lila ingben: (1914)
- Önarckép felemelt jobb könyökkel: (1914)
- Önarckép felemelt karokkal: (1914)
- Önarckép ingben: (1914)

### Portrék

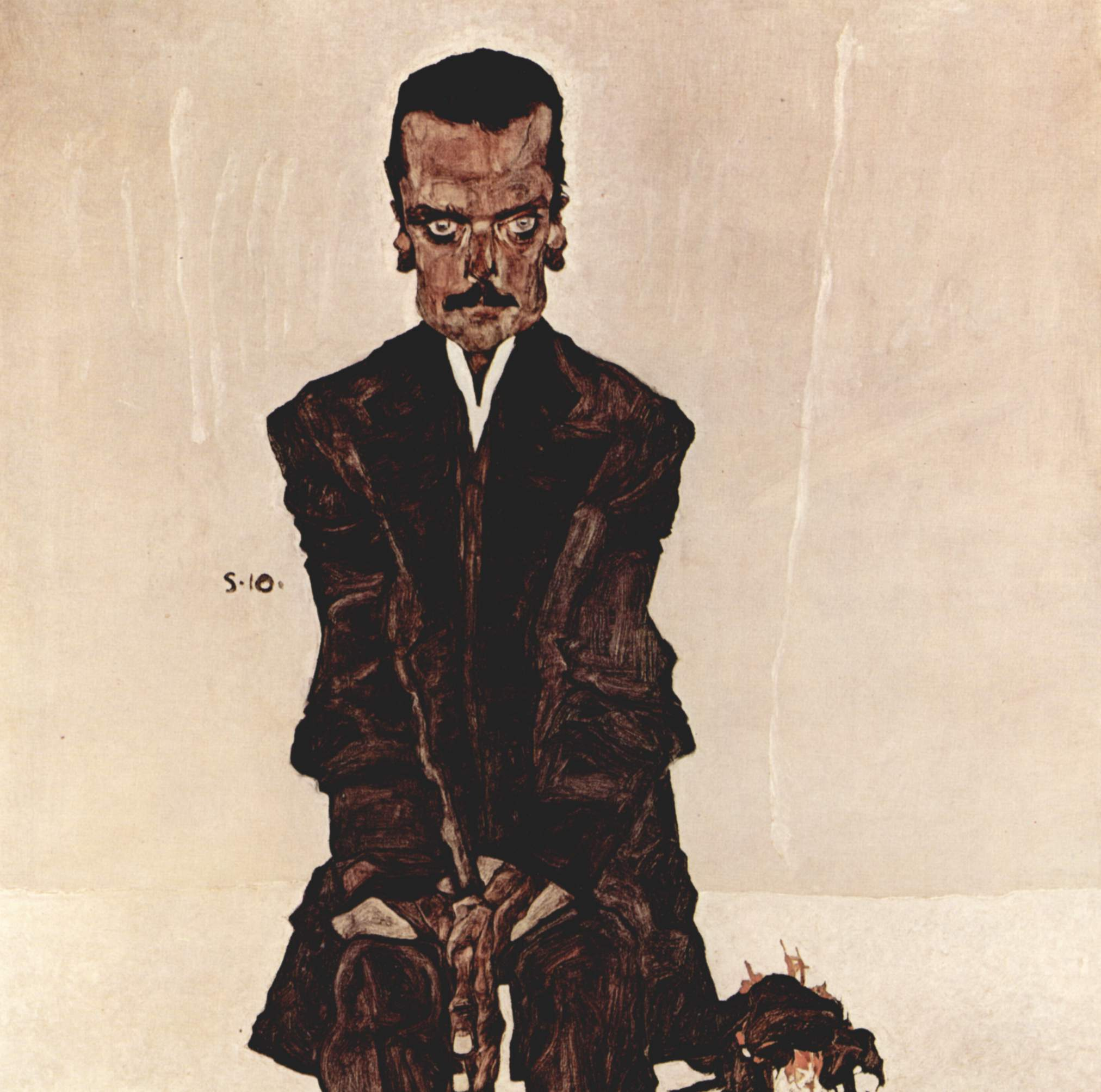
Eduard Kosmack portréja, 1910

- Van Osen, a mímes: (1910) Van Osen Schiele egyik barátja volt, aki virtuóz mimikai képességekkel rendelkezett, s erről varietékben fellépve adott bizonyságot. Hasonlóan, mint Osen, Schiele is érdeklődött a patologikus arckifejezések iránt.
- Eduard Kosmack: (1910) Szigorú frontalitás jellemzi. A 30 éves urat megöregítette a képen. Amatőr hipnotizőr volt és ez átható démoni tekintetében felfedezhető. A lábak közé szorított keze a maszturbáció feletti bűntudatot jelképezi egyes pszichológusok szerint.
- Heinrich és Otto Benesch: (1913)
- Von Günterloch felemelt karral:
- Wally: (1912) Első barátnője. Nem túlzottan tanult, de vonzó nő. Több aktképéhez és jelentős művéhez ő állt modellt neki.
- Felesége, Edith Schiele csíkos ruhában: (1915) 1915-ben házasságot köt Edith-el. Aktjaival ellentétben feleségéről egy teljesen nyugodt képet készít.

### Lélektájak

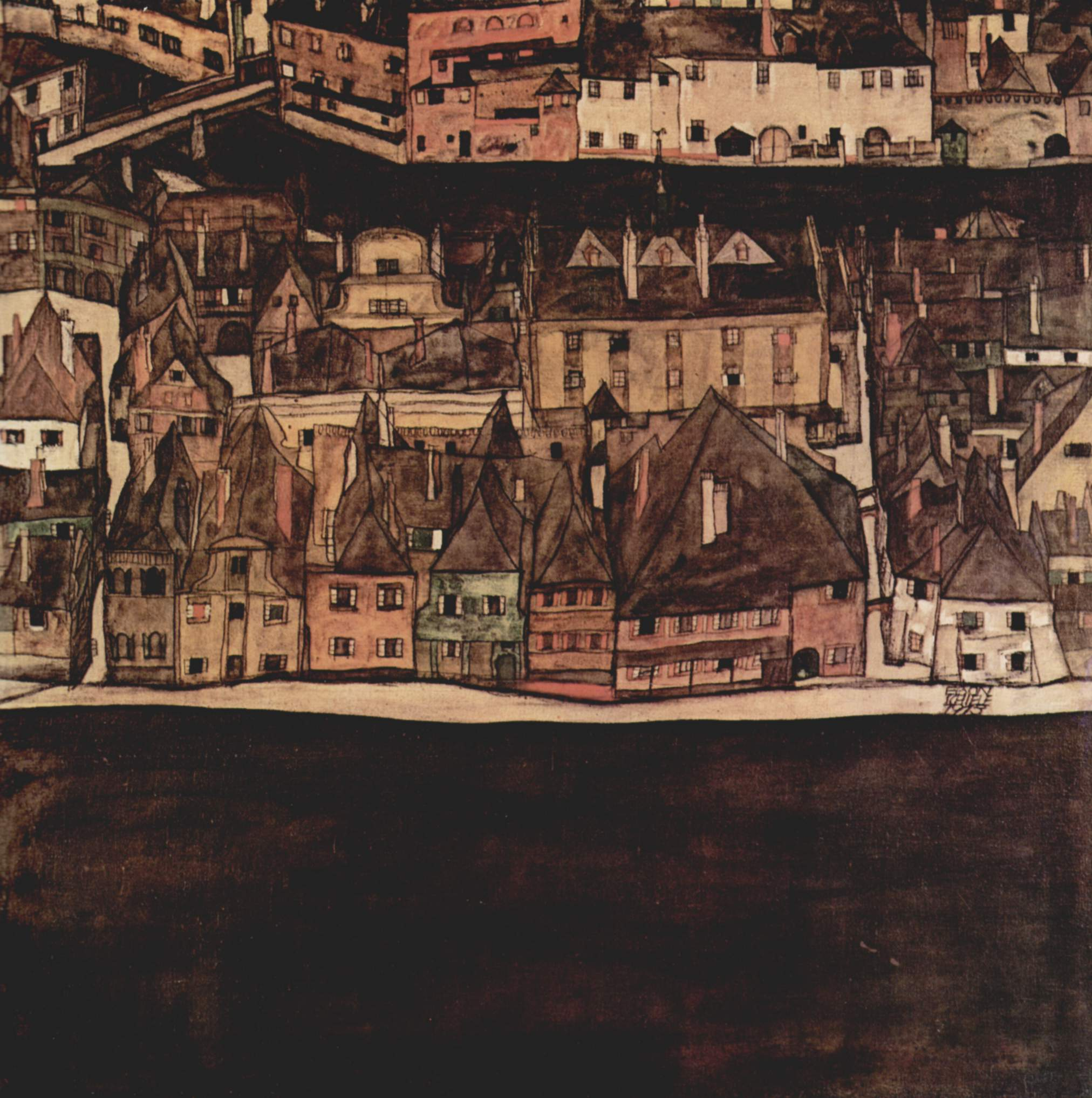
A kisváros II

A természet és tájábrázolás terén Schiele – összhangban az egész művészi fejlődésével – néhány korai kísérlet után megvált a leképező módszertől, és a tárgyak klimti ornamentalizálása felé tett kitérő után eljutott egy olyan ábrázolásmódig, amelyben a növények és a dolgok alakja mindinkább antropomorf minőséget kap. „Legbelül, szívemmel és lelkemmel érzem az őszi fát a nyári tájban; ezt a bánatot szeretném megfesteni.”
- Őszi fa a szélben: Minden olyan téma izgatta, ami az elmúlással kapcsolatba hozható volt.
- Őszi fa fukszáliákkal: (1909)
- Őszi fák: (1911) Jeges-szürke felületen lombját hullató fa áll, bizarr ágai, melyeket helyenként épp hogy csak odafröcskölt az ecset a színek közé, szögletességükkel olyan mozgásmotívumot hoznak létre, mely egy kifejezéstánc eksztatikus taglejtéseire emlékeztet. Schiele képes a szomorúság és mulandóság metaforájává formálni. Az őszi fa nemcsak a haldokló természet képe, de egy lelkiállapot jelképeként is értelmezhető.
- Fiatal gyümölcsfa: (1912)
- Hervadt napraforgó: (1912)
- Napraforgó II.: (1909) Akárcsak az egyidejű alakos képeken, a karcsú, nyúlánk növényt sem szövi be ornamentális takaró dekoratívan kígyózó vonalak felületébe, a virág inkább elszigetelt, magányos hatást kelt. Az a mód, ahogyan lekonyulnak a napraforgó nagy levelei, emberi mozdulatokat juttat eszünkbe.
- Négy fa: (1917) A hideg paletta csak ekkora melegedett fel. A kép így sem veszítette el látomásos vonásait. Nem reális, hanem megépített tájat mutat, melyben a vízszintes és a függőleges struktúrák dominálnak. Így a majdnem teljesen kopasz fa többi, lombja teljes díszében álló társa között ama bánatot juttatja eszünkbe, melyet egy „őszi fa ébreszt a nyári tájban”.
- A Neuland-i szoba: (1911) A lélek lenyomatát akarja visszaadni szobája képében.
- A halott város I.: (1912) Egy ideig Krumau-ban élt. 1911-ben itt készítette a halott város sorozatát. Schiele-t nem elsősorban a városok kora érdekli, a gyász, mely fekete és halott városaiból árad, nem a történelmi hanyatlás megfigyeléséből és esztéticizálásából táplálkozik, hanem a saját lelkiállapot az, amely a halott dolgokban tükröződik. A város ábrázolását önarcképpel kapcsolta össze. Számára egy lelki állapot tárgyiasulása, nincs szüksége földrajzi hűségre – még akkor sem, ha tudjuk, hogy Krumau például mintaként szolgált – de még csak emberekre sem.
- A halott város II.: A házak falai, ablakai és tetői saját fiziognómiával rendelkeznek és arculatuk mimikája a bennük lakókról mesél. Schiele a városokat végső soron anti-urbánus életszemléletének látomásos hasonlataivá teszi. E városokban nem élhetnek emberek, csak sírjaivá lehetnek nekik.
- A halott város VI.: Felülről rövidülésben nézve egy város amúgy is halottnak látszik és Schiele ösztönösen rájött a madártávlat mögöttes értelmére: csak a dolgok fölött lebegve válnak a dolgok kivetítéseivé „ama ijesztő vendégeknek, akik a művész éjféli lelkébe hirtelen betoppannak”. Az egymáshoz simuló házacskák tarka, szőnyegszerű mintája sehol sem áll kontrasztban a házakat körülvevő tájjal: soha egyetlen képen sem válik láthatóvá a szakadék civilizáció és természet között.
- Krumau-i táj: (1916)
- Házfal: (1914)
- Stein a Dunánál: (1913)
- Külvárosi ruhakötelek: (1917) Otthonos és alighanem az otthonhoz kötődő látásmód ölt formát, mely a dolgok szegényes egyszerűségéből legfőképp festői-dekoratív aspektusukat emeli ki.

### Nagyméretű allegorikus kompozíciók

Agónia, 1912

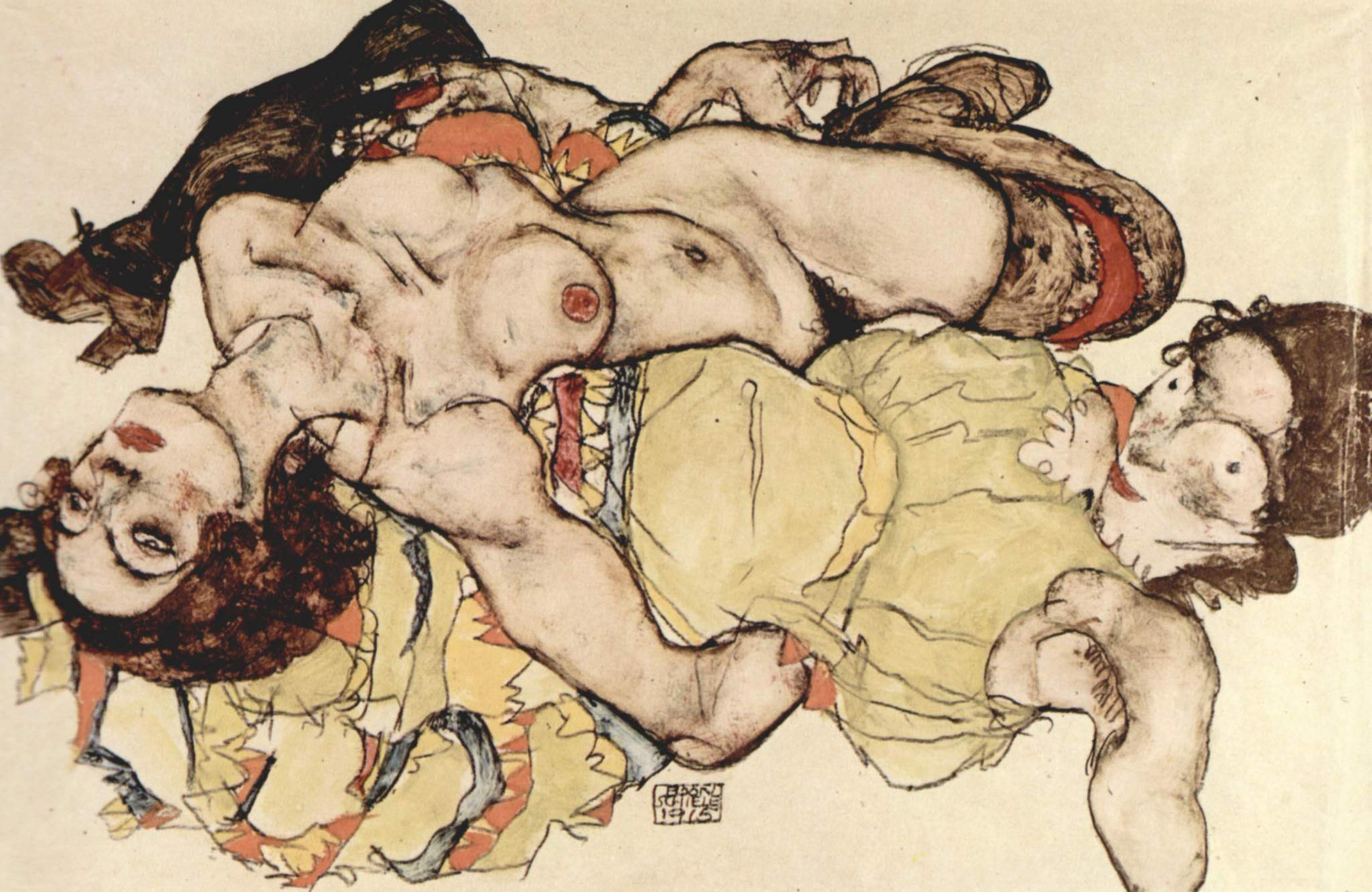
Két fekvő lány, átlós helyzetben, 1915

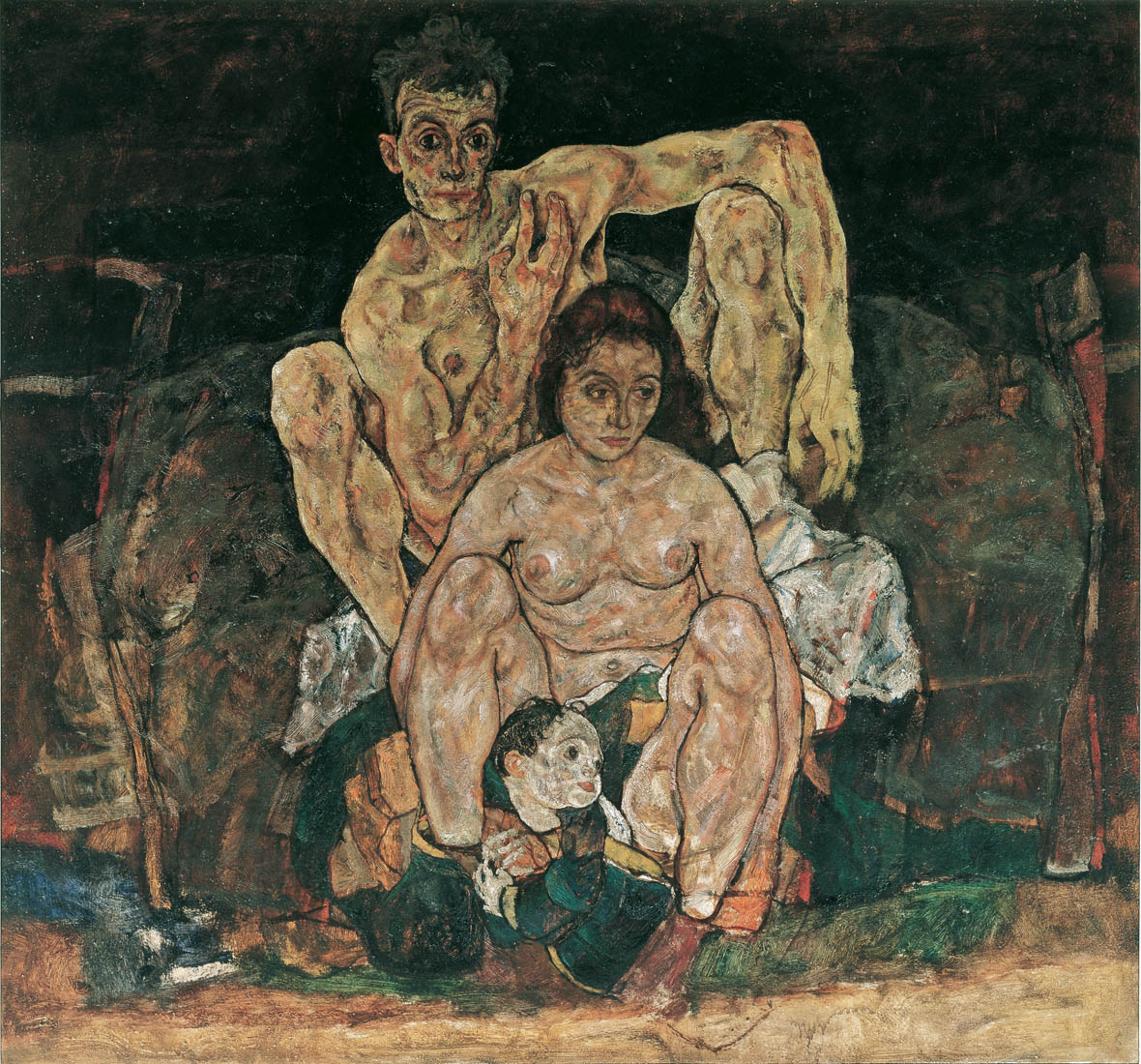
Családi portré, 1918

Schiele-nek két oldala volt: az egyik, a hétköznapi életben kíváncsi, az utazást és a divatot kedvelő hiú ifjú, a másik, az a komor-melankolikusnak ható festő, akinek műveit 1915-ig gyakran kísérik enigmatikus-jelképes címek, melyek Nietzsche művére, az „Imigyen szól a Zarathusztrá”-ra emlékeztetnek. Ezeken a képeken Schiele élet és halál alaptémáit idézi fel és ábrázolja misztikus-vallásos vagy pszeudo-szakrális dicsfényben. Papszerű látnoknak tekintette magát, akinek belső átélő képessége a misztikummal határos, s a látomások fogadására és megformálására teszi alkalmassá őt.
- Agónia: (1912)
- A kardinális és apáca: (1912) Nemi identitás kérdése vetődik fel. Önmaga az apáca ruhájában jelenik meg. Klimt Csók c. képének egy groteszk parafrázisa. A lábak a kontroll nélküli testtartást mutatják.
- A halál és a lányka: (1915-1916) Múlandóság-élmény ez is. Önmaga a halál képében jelenik meg, Wally pedig a halál martaléka lesz. Wally a festő élettársa volt 5 évig, miután szakítottak, Wally jelentkezett a Vöröskereszthez hadi szolgálatra és Dalmáciában halt meg skarlátban anélkül, hogy Schiele-t egyszer is viszontlátta volna. A képen a kétségbeesett összefonódást festi meg, a szerelmi kapcsolat végérvényességét és reménytelenségét. Az alapfelület sárgásbarna, zöld részekkel áttört foltjaira a kép egész szélességében dúsan redőzött lepel terül, melynek fehéres színezése a halotti ágyat juttatja eszünkbe. A két fekvő alak – Schiele figurális kompozícióinak jellegzetes módján – mintha lebegne a kép felületén. A nő ujjai a férfi háta mögött már-már elváltak egymástól, feje még a férfi keblén pihen, s a férfi bal keze még gyengéden magához szorítja, de jobb keze mintha már eltolná magától. Az aránytalanul mély szemüregekből merev, élettelen pupilla mered elő, egyesítve magában a történés megmásíthatatlanságának tudását és a miatta érzett iszonyatot.
- Anya gyermekével (Madonna): (1908)
- Anya gyermekével: (1914)
- Halott anya: (1910) Élet és a halál egyszerre jelenik meg. A kép a szimbolizmus hagyományához kapcsolódik, mely az anyaságot és a halálfélelmet szoros kapcsolatba hozza. A kép a téma kétségbeesett feldolgozását kínálja, melyben nőgyűlölet és anyakomplexus jut kifejezésre: „A képet az éjszaka föld-fekete színei uralják, a gyermek, bár még él, már a végzet kezében van, az élettelen anya fogja, kontrasztként csillagfényt áraszt magából, az anyai test pedig transzcendens glóbuszként hat.”
- Terhes nő és a halál: (1911) Az anya témájának schielei megközelítése éppúgy jelent művészi vádemelést, mint pozitív feldolgozást. 1915-ig több változatban is megfestette az anya és gyerek motívumot, s ezek azt mutatják, hogy a téma korántsem veszítette el számára keserű mellékízét.
- A vak anya: (1914) Nemcsak a boldogtalan anyaság témáját dolgozzák fel; a vakság ambivalens fogalmába sokkal inkább célzást kell látnunk a vak, azaz nem létező szeretetre is, amellyel Schiele anyját vádolta.
- Anya két gyermekével: (1917) Edith-el való házassága, s vele a polgári egzisztencia elfogadása megváltoztatta Schiele felfogását az anyaságról. Immár nemcsak saját gyerekkorához kötődött, és elszakadt a tragikusnak érzett élménytől. Ez a festmény egy újszerű, konfliktusmentesebb hangnemben fogant. A szeretet és a védettség iránti vágy, melyet Schiele a korábbi anya-képeken csak a beteljesületlenség szimbolikus formájában volt képes kifejezni, másfajta érzésnek adta át a helyét: a saját család reménye átfesti a komor vonásokat. S ha az arcokban még mindig ott tükröződik némi szomorúság, ezt ellensúlyozza a gyermekek ruhájának folklorisztikusan derűs tarkasága és a kettejüket oltalmazó és elrejtő takaró meleg, eleven narancssárgája.

Az élete utolsó éveiben egyre nyugodtabb képeket festett.
- Két, egymást átkaroló lány: (1915) Ezt a munkát szemügyre véve az a sejtésünk támad, mintha Schiele sokáig habozott volna, s a kizárólagosság gondolatát a két nő (Wally és Edith) harmonikus egységének utópiájával hessegette volna el.
- Két fekvő lány, átlós helyzetben: (1915) Rajza olyan lánypárt ábrázol, amely elválaszthatatlanul összefonódott, és erotikus egységet sugároz. Az egyik lány arcát, szinte a túl konkrét utalást elkerülendő, olykor csak néhány vonallal és pontszerű szemekkel jelezte Schiele, s ez – ha a közelség Modigliani lineáris redukcióihoz tagadhatatlan is – inkább bábszerű hatást eredményez.
- Ülő pár, (Egon és Edith Schiele): (1915)
- Ölelés II. (Szerelmespár): (1917)
- Családi portré: (1918) Tragikus történetet idéz a kép. Az anyaság és az új élet témájával ezen a festményén foglalkozott utoljára Schiele. Ez egyszersmind utolsó jelentős festménye is, és éppúgy dokumentálja élethelyzetét, mint művészi fejlődését. 1918-ban felesége várandósan meghalt és pár napra rá ő is. Az anya és a férfi zoknikban vannak ábrázolva. A nő tojásdad alakú. A kép – a térbeli viszonyokat eleddig szokatlanul realista módon ábrázolva – heverőn vagy ágyon ülő, meztelen férfit örökít meg, akiben Schiele-re ismerhetünk. Előtte fiatal nő ül felhúzott térddel és szintén ruhátlanul, az ő lába között pedig kisgyermek guggol. A két felnőtt teste és a takaróba burkolt gyermek világos feje határozottan kiemelkedik a sötét, színekkel csak alig árnyalt háttérből, amely – eltérően a korábbi festményektől – nem tagolódik dekoratív színfelületekre. A szín ehelyett a tárgyjellemzés eszköze lett, s ez még közvetlenebbül érzékelhető a két meztelen testen. Itt is gazdagon keverednek az árnyalatok a fehértől, sárgától és a vöröstől egészen a sötét barnás-feketéig, de most már nem az előrerajzolt kontúrt töltik ki, hanem plasztikus minőségeket írnak le és hoznak létre, testtömegeket építenek fel; ez a színvilág már nem sokkoló, expresszív, hanem fizikailag megragadható, elevenséget árasztó. Éppen a férfi lecsüngő bal kezén – melyet konkrétabb belső tagolás nélkül, csak színfoltjaiban hordott fel a művész – válik érezhetővé az az új, szembeötlően „festői” dimenzió, mellyel ez az alkotása, és általában Schiele művészete az utolsó két esztendő során gazdagodott. Ha attól messze is van, hogy elfogulatlan oldottságot vagy netán derűt közvetítsen, hiányzik belőle a kifejezés korábbi, harsány és erősen irritáló drasztikuma. A harsányság csöndes, átmeneti érzéseknek adta át a helyét, a végleges pátoszt melankólia váltotta fel. Melankolikus nem csupán a férfi és a nő tekintete – a férfi felvont szemöldöke arra utal, hogy nem vár választ – , de melankolikus az egész jelenet: a kompozíció a férfitól a nőn át a gyermekig érő, egyre kerekebbé váló, oltalmazó alakzatot hoz létre, másfelől viszont ezt az egységet megtöri a tekintetek eltérő iránya. Schiele arckifejezése olyan, mintha csak sejtette volna, hogy nem lesz része effajta családi boldogságban.

## Galéria

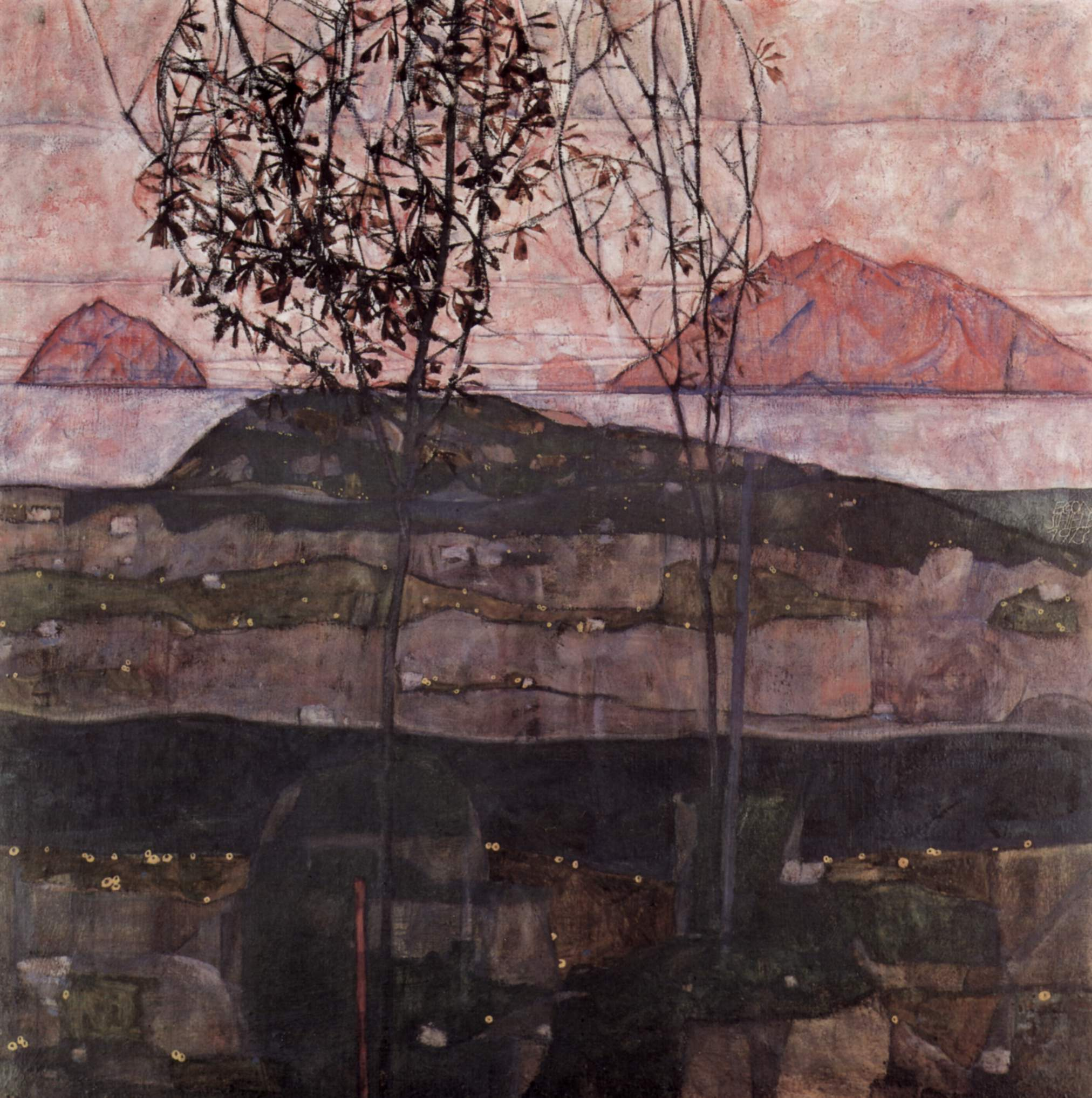
Napnyugta (1913)
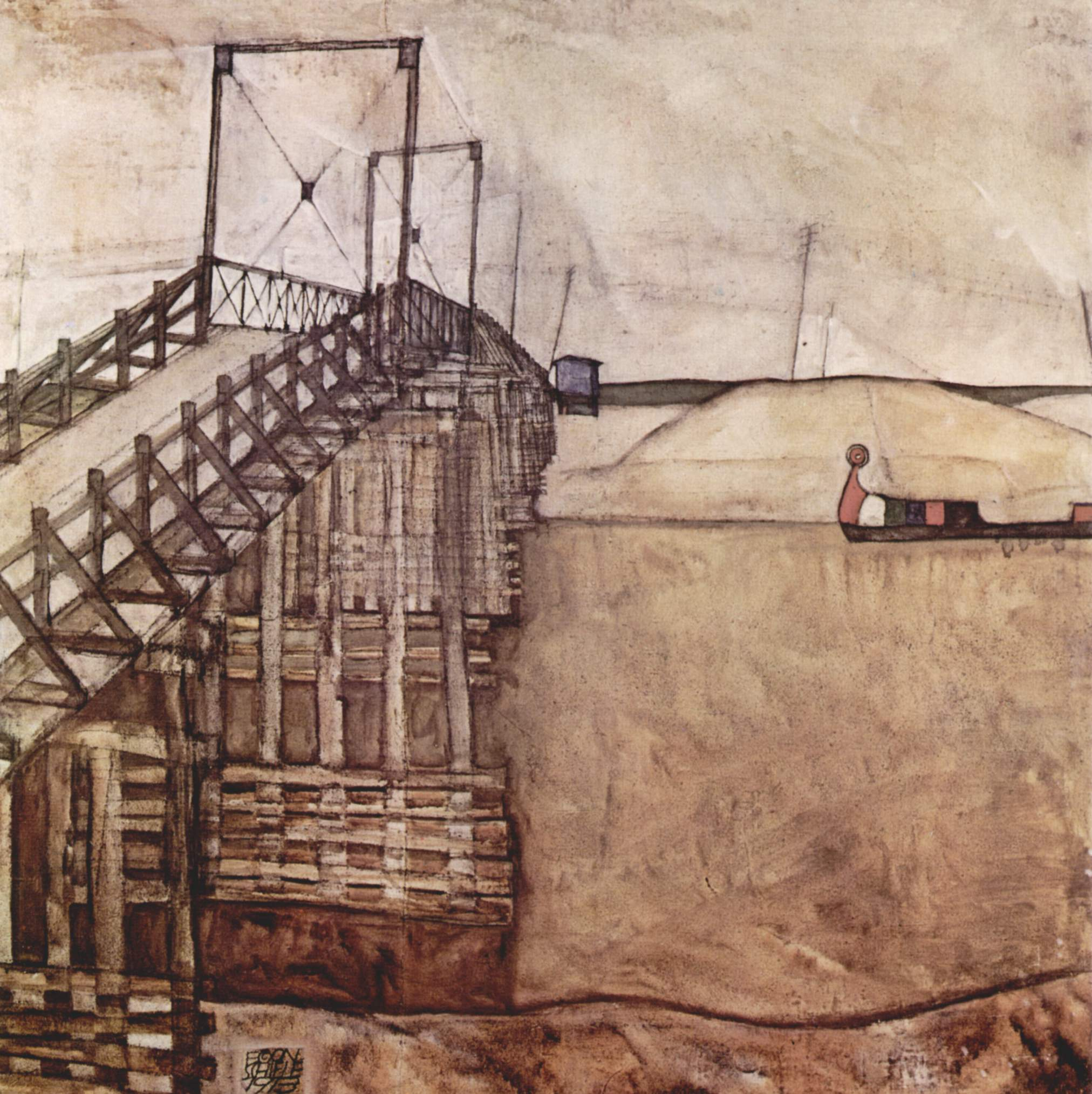
A híd (1913)
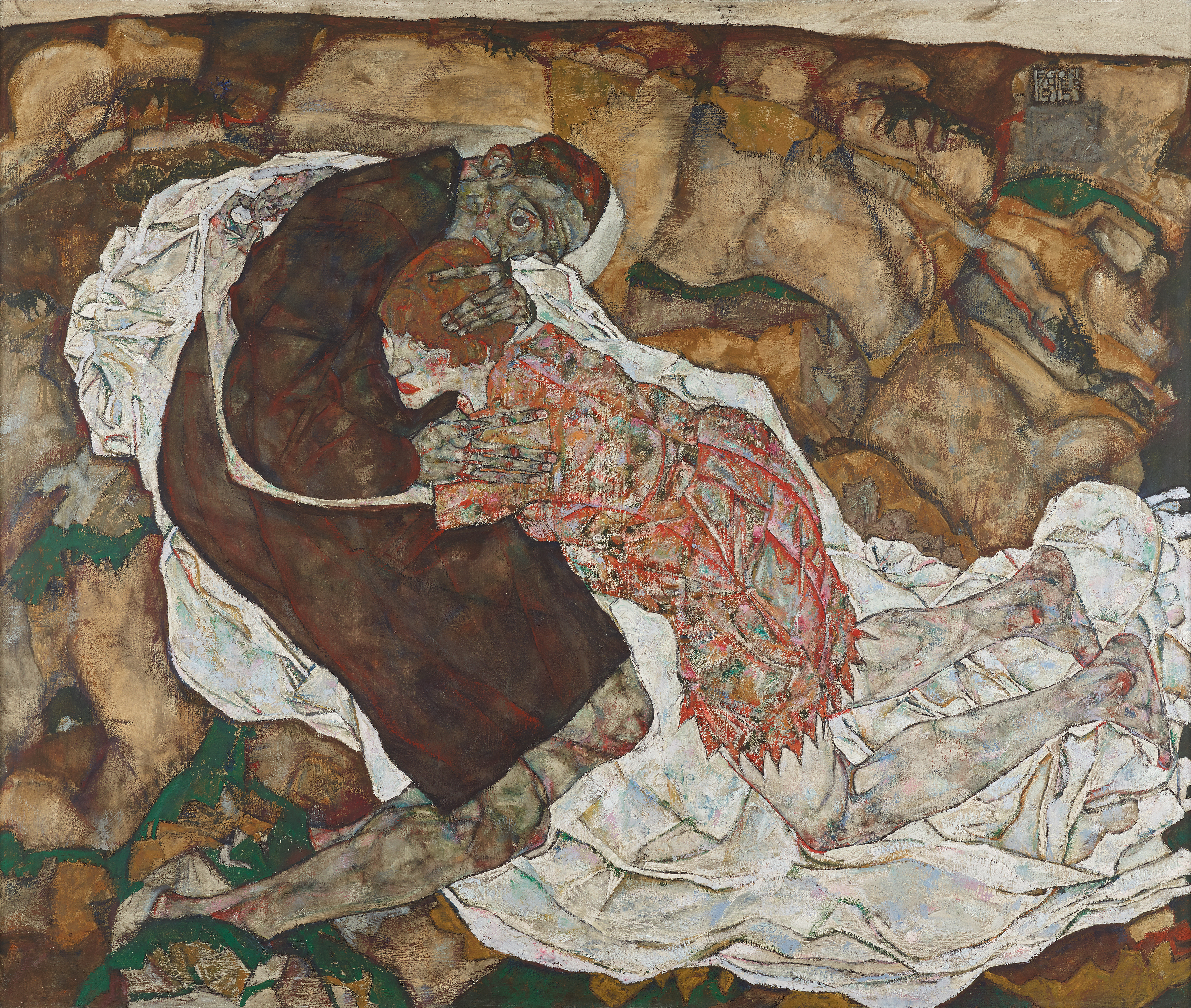
A halál és a lány (1915) (Belvedere gyűjteményének)